# Лауреати Державної премії України в галузі науки і техніки (2013)
Державна премія України в галузі науки і техніки — лауреати 2013 року.
На підставі подання Комітету з Державних премій України в галузі науки і техніки Президент України Петро Порошенко видав Указ № 675/2014 від 23 серпня 2014 року «Про присудження Державних премій України в галузі науки і техніки 2013 року».
На 2013 рік розмір Державної премії України в галузі науки і техніки склав 250 000 гривень кожна. Всього присуджені п'ятнадцять премій за роботи, які мають відповідний дозвіл для публікації у засобах масової інформації та дві премії за підручники.

## Лауреати Державної премії України в галузі науки і техніки 2013 року
| Премійована робота | Лауреати                                    | Коротко про лауреата |
| --- | ------------------------------------------- | --- |
| за цикл наукових праць «Закономірності хвиле-вихрових процесів у суцільному середовищі»                                         | Черкесов Леонід Васильович                  | член-кореспондент Національної академії наук України, завідувач відділу Морського гідрофізичного інституту НАН України |
| за цикл наукових праць «Закономірності хвиле-вихрових процесів у суцільному середовищі»                                         | Нікішов Володимир Іванович                  | член-кореспондент Національної академії наук України, заступник директора Інституту гідромеханіки НАН України |
| за цикл наукових праць «Закономірності хвиле-вихрових процесів у суцільному середовищі»                                         | Бойко Віктор Вікторович                     | доктор технічних наук, завідувач лабораторії Інституту гідромеханіки НАН України |
| за цикл наукових праць «Закономірності хвиле-вихрових процесів у суцільному середовищі»                                         | Селезов Ігор Тимофійович                    | доктор фізико-математичних наук, завідувач відділу Інституту гідромеханіки НАН України |
| за цикл наукових праць «Закономірності хвиле-вихрових процесів у суцільному середовищі»                                         | Хомицький Віталій Володимирович             | кандидат технічних наук, старший науковий співробітник Інституту гідромеханіки НАН України |
| за цикл наукових праць «Закономірності хвиле-вихрових процесів у суцільному середовищі»                                         | Мадерич Володимир Станіславович             | доктор фізико-математичних наук, завідувач відділу Інституту проблем математичних машин і систем НАН України |
| за цикл наукових праць «Закономірності хвиле-вихрових процесів у суцільному середовищі»                                         | Копачевський Микола Дмитрович               | доктор фізико-математичних наук, завідувач кафедри Таврійського національного університету імені В. І. Вернадського |
| за цикл наукових праць «Закономірності хвиле-вихрових процесів у суцільному середовищі»                                         | Мелешко В'ячеслав Володимирович (посмертно) | доктор фізико-математичних наук |
| за цикл наукових праць «Нелінійні хвилі та солітони у фізиці конденсованого середовища»                                         | Ямпольський Валерій Олександрович           | член-кореспондент Національної академії наук України, завідувач відділу Інституту радіофізики та електроніки імені О. Я. Усикова НАН України |
| за цикл наукових праць «Нелінійні хвилі та солітони у фізиці конденсованого середовища»                                         | Іванов Борис Олексійович                    | член-кореспондент Національної академії наук України, завідувач лабораторії Інституту магнетизму НАН України та Міністерства освіти і науки України |
| за цикл наукових праць «Нелінійні хвилі та солітони у фізиці конденсованого середовища»                                         | Білоколос Євген Дмитрович                   | доктор фізико-математичних наук, завідувач відділу Інституту магнетизму НАН України та Міністерства освіти і науки України |
| за цикл наукових праць «Нелінійні хвилі та солітони у фізиці конденсованого середовища»                                         | Золотарюк Олександр Васильович              | доктор фізико-математичних наук, головний науковий співробітник Інституту теоретичної фізики імені М. М. Боголюбова НАН України |
| за цикл наукових праць «Нелінійні хвилі та солітони у фізиці конденсованого середовища»                                         | Брижик Лариса Свиридівна                    | доктор фізико-математичних наук, провідний науковий співробітник Інституту теоретичної фізики імені М. М. Боголюбова НАН України |
| за цикл наукових праць «Нелінійні хвилі та солітони у фізиці конденсованого середовища»                                         | Золотарюк Ярослав Олександрович             | доктор фізико-математичних наук, провідний науковий співробітник Інституту теоретичної фізики імені М. М. Боголюбова НАН України |
| за цикл наукових праць «Нелінійні хвилі та солітони у фізиці конденсованого середовища»                                         | Ковальов Олександр Семенович                | доктор фізико-математичних наук, провідний науковий співробітник Фізико-технічного інституту низьких температур імені Б. І. Вєркіна НАН України |
| за цикл наукових праць «Нелінійні хвилі та солітони у фізиці конденсованого середовища»                                         | Колежук Олексій Костянтинович               | доктор фізико-математичних наук, професор Київського національного університету імені Тараса Шевченка |
| за цикл наукових праць «Нелінійні хвилі та солітони у фізиці конденсованого середовища»                                         | Голод Петро Іванович (посмертно)            | доктор фізико-математичних наук |
| за цикл наукових праць «Нелінійні хвилі та солітони у фізиці конденсованого середовища»                                         | Ківшар Юрій Семенович                       | кандидат фізико-математичних наук, керівник відділу Австралійського національного університету (м. Канберра, Австралія); |
| за цикл наукових праць «Наукові засади створення нових елементоорганічних сполук і матеріалів на їх основі»                     | Колодяжний Олег Іванович                    | член-кореспондент Національної академії наук України, завідувач відділу Інституту біоорганічної хімії та нафтохімії НАН України |
| за цикл наукових праць «Наукові засади створення нових елементоорганічних сполук і матеріалів на їх основі»                     | Кальченко Віталій Іванович                  | академік Національної академії наук України, директор Інституту органічної хімії НАН України |
| за цикл наукових праць «Наукові засади створення нових елементоорганічних сполук і матеріалів на їх основі»                     | Шермолович Юрій Григорович                  | доктор хімічних наук, заступник директора Інституту органічної хімії НАН України |
| за цикл наукових праць «Наукові засади створення нових елементоорганічних сполук і матеріалів на їх основі»                     | Синиця Анатолій Данилович (посмертно)       | доктор хімічних наук |
| за цикл наукових праць «Наукові засади створення нових елементоорганічних сполук і матеріалів на їх основі»                     | Онисько Петро Петрович                      | доктор хімічних наук, провідний науковий співробітник Інституту органічної хімії НАН України |
| за цикл наукових праць «Наукові засади створення нових елементоорганічних сполук і матеріалів на їх основі»                     | Пашинник Валерій Юхимович                   | доктор хімічних наук, провідний науковий співробітник Інституту органічної хімії НАН України |
| за цикл наукових праць «Наукові засади створення нових елементоорганічних сполук і матеріалів на їх основі»                     | Пінчук Олександр Михайлович                 | доктор хімічних наук, провідний науковий співробітник Інституту органічної хімії НАН України |
| за цикл наукових праць «Наукові засади створення нових елементоорганічних сполук і матеріалів на їх основі»                     | Поволоцький Марк Йосипович                  | кандидат хімічних наук, завідувач відділу Інституту органічної хімії НАН України |
| за цикл наукових праць «Наукові засади створення нових елементоорганічних сполук і матеріалів на їх основі»                     | Марченко Анатолій Павлович                  | кандидат хімічних наук, провідний науковий співробітник Інституту органічної хімії НАН України |
| за цикл наукових праць «Наукові засади створення нових елементоорганічних сполук і матеріалів на їх основі»                     | Толмачов Андрій Олексійович                 | доктор хімічних наук, головний науковий співробітник Київського національного університету імені Тараса Шевченка |
| за роботу «Підвищення ресурсу гірничо-металургійного обладнання на основі інноваційних технологій інженерії поверхні»           | Добрушін Леонід Давидович                   | доктор технічних наук, завідувач відділу Інституту електрозварювання імені Є. О. Патона НАН України |
| за роботу «Підвищення ресурсу гірничо-металургійного обладнання на основі інноваційних технологій інженерії поверхні»           | Рябцев Ігор Олександрович                   | доктор технічних наук, завідувач відділу Інституту електрозварювання імені Є. О. Патона НАН України |
| за роботу «Підвищення ресурсу гірничо-металургійного обладнання на основі інноваційних технологій інженерії поверхні»           | Коржик Володимир Миколайович                | доктор технічних наук, завідувач відділу Інституту електрозварювання імені Є. О. Патона НАН України |
| за роботу «Підвищення ресурсу гірничо-металургійного обладнання на основі інноваційних технологій інженерії поверхні»           | Жудра Олександр Петрович                    | кандидат технічних наук, завідувач відділу Інституту електрозварювання імені Є. О. Патона НАН України |
| за роботу «Підвищення ресурсу гірничо-металургійного обладнання на основі інноваційних технологій інженерії поверхні»           | Лихошва Валерій Петрович                    | доктор технічних наук, завідувач відділу Фізико-технологічного інституту металів та сплавів НАН України |
| за роботу «Підвищення ресурсу гірничо-металургійного обладнання на основі інноваційних технологій інженерії поверхні»           | Дідик Ростислав Петрович                    | доктор технічних наук, завідувач кафедри Національного гірничого університету |
| за роботу «Підвищення ресурсу гірничо-металургійного обладнання на основі інноваційних технологій інженерії поверхні»           | Вахрушева Віра Сергіївна                    | доктор технічних наук, професор Придніпровської державної академії будівництва та архітектури |
| за роботу «Підвищення ресурсу гірничо-металургійного обладнання на основі інноваційних технологій інженерії поверхні»           | Ткаченко Едуард Анатолійович                | доктор технічних наук, професор Національної металургійної академії України |
| за роботу «Підвищення ресурсу гірничо-металургійного обладнання на основі інноваційних технологій інженерії поверхні»           | Савін Валерій Васильович                    | доктор фізико-математичних наук, професор комунального закладу «Запорізький обласний інститут післядипломної педагогічної освіти» Запорізької обласної ради |
| за роботу «Підвищення ресурсу гірничо-металургійного обладнання на основі інноваційних технологій інженерії поверхні»           | Завалій Олександр Борисович                 | технічний директор товариства з обмеженою відповідальністю — Інноваційна науково-промислова фірма «Техпромремонт ЛТД» |
| за роботу «Створення високоточного обладнання та виготовлення крупногабаритних деталей і устаткування»                          | Волкогон Володимир Михайлович               | доктор технічних наук, завідувач відділу Інституту проблем матеріалознавства імені І. М. Францевича НАН України |
| за роботу «Створення високоточного обладнання та виготовлення крупногабаритних деталей і устаткування»                          | Мельнійчук Юрій Олексійович                 | кандидат технічних наук, старший науковий співробітник Інституту надтвердих матеріалів імені В. М. Бакуля НАН України |
| за роботу «Створення високоточного обладнання та виготовлення крупногабаритних деталей і устаткування»                          | Антонюк Віктор Степанович                   | доктор технічних наук, професор Національного технічного університету України «Київський політехнічний інститут» |
| за роботу «Створення високоточного обладнання та виготовлення крупногабаритних деталей і устаткування»                          | Ковальов Віктор Дмитрович                   | доктор технічних наук, завідувач кафедри Донбаської державної машинобудівної академії |
| за роботу «Створення високоточного обладнання та виготовлення крупногабаритних деталей і устаткування»                          | Разживін Микола Олексійович                 | перший заступник директора публічного акціонерного товариства «Краматорський завод важкого верстатобудування» |
| за роботу «Створення високоточного обладнання та виготовлення крупногабаритних деталей і устаткування»                          | Палашек Олег Георгійович                    | головний конструктор публічного акціонерного товариства «Краматорський завод важкого верстатобудування» |
| за роботу «Створення високоточного обладнання та виготовлення крупногабаритних деталей і устаткування»                          | Владимиров Анатолій Юрійович                | провідний конструктор публічного акціонерного товариства «Краматорський завод важкого верстатобудування» |
| за роботу «Створення високоточного обладнання та виготовлення крупногабаритних деталей і устаткування»                          | Волошин Олексій Іванович                    | головний інженер публічного акціонерного товариства «Новокраматорський машинобудівний завод» |
| за роботу «Створення високоточного обладнання та виготовлення крупногабаритних деталей і устаткування»                          | Єфімов Максим Вікторович                    | генеральний директор публічного акціонерного товариства «Енергомашспецсталь» |
| за роботу «Створення високоточного обладнання та виготовлення крупногабаритних деталей і устаткування»                          | Ковальов Олександр Григорович               | директор з технічного переоснащення і капітального будівництва публічного акціонерного товариства «Енергомашспецсталь» |
| за роботу «Автоматизована система обліку електричної енергії з контролем показників якості»                                     | Тесик Юрій Федорович                        | доктор технічних наук, завідувач відділу Інституту електродинаміки НАН України |
| за роботу «Автоматизована система обліку електричної енергії з контролем показників якості»                                     | Новський Володимир Олександрович            | доктор технічних наук, провідний науковий співробітник Інституту електродинаміки НАН України |
| за роботу «Автоматизована система обліку електричної енергії з контролем показників якості»                                     | Карасінський Олег Леонович                  | кандидат технічних наук, старший науковий співробітник Інституту електродинаміки НАН України |
| за роботу «Автоматизована система обліку електричної енергії з контролем показників якості»                                     | Гриб Олег Герасимович                       | доктор технічних наук, завідувач кафедри Національного технічного університету «Харківський політехнічний інститут» |
| за роботу «Автоматизована система обліку електричної енергії з контролем показників якості»                                     | Довгалюк Оксана Миколаївна                  | кандидат технічних наук, доцент Національного технічного університету «Харківський політехнічний інститут» |
| за роботу «Автоматизована система обліку електричної енергії з контролем показників якості»                                     | Калінчик Василь Прокопович                  | кандидат технічних наук, доцент Національного технічного університету України «Київський політехнічний інститут» |
| за роботу «Автоматизована система обліку електричної енергії з контролем показників якості»                                     | Ходаківський Анатолій Миколайович           | кандидат економічних наук, директор відокремленого підрозділу державного підприємства «Національна енергетична компанія „Укренерго“» |
| за роботу «Автоматизована система обліку електричної енергії з контролем показників якості»                                     | Светелік Олександр Дмитрович                | заступник начальника департаменту державного підприємства «Національна енергетична компанія „Укренерго“» |
| за роботу «Автоматизована система обліку електричної енергії з контролем показників якості»                                     | Васильченко Володимир Іванович              | начальник управління державного підприємства «Національна енергетична компанія „Укренерго“» |
| за роботу «Автоматизована система обліку електричної енергії з контролем показників якості»                                     | Праховник Артур Веніамінович (посмертно)    | доктор технічних наук |
| за роботу «Забезпечення техногенної та екологічної безпеки при розробці вуглегазових родовищ (теорія і практика)»               | Бешта Олександр Степанович                  | член-кореспондент Національної академії наук України, проректор Національного гірничого університету |
| за роботу «Забезпечення техногенної та екологічної безпеки при розробці вуглегазових родовищ (теорія і практика)»               | Самуся Володимир Ілліч                      | доктор технічних наук, завідувач кафедри Національного гірничого університету |
| за роботу «Забезпечення техногенної та екологічної безпеки при розробці вуглегазових родовищ (теорія і практика)»               | Дрібан Віктор Олександрович                 | доктор технічних наук, заступник директора Українського державного науково-дослідного і проектно-конструкторського інституту гірничої геології, геомеханіки і маркшейдерської справи НАН України                                                               |
| за роботу «Забезпечення техногенної та екологічної безпеки при розробці вуглегазових родовищ (теорія і практика)»               | Канін Володимир Олексійович                 | доктор технічних наук, завідувач відділу Українського державного науково-дослідного і проектно-конструкторського інституту гірничої геології, геомеханіки і маркшейдерської справи НАН України                                                                 |
| за роботу «Забезпечення техногенної та екологічної безпеки при розробці вуглегазових родовищ (теорія і практика)»               | Шнеєр Володимир Рафаілович                  | кандидат технічних наук, завідувач відділу Українського державного науково-дослідного і проектно-конструкторського інституту гірничої геології, геомеханіки і маркшейдерської справи НАН України                                                               |
| за роботу «Забезпечення техногенної та екологічної безпеки при розробці вуглегазових родовищ (теорія і практика)»               | Гріньов Володимир Герасимович               | доктор технічних наук, директор Інституту фізики гірничих процесів НАН України |
| за роботу «Забезпечення техногенної та екологічної безпеки при розробці вуглегазових родовищ (теорія і практика)»               | Старіков Геннадій Петрович                  | доктор технічних наук, головний науковий співробітник Інституту фізики гірничих процесів НАН України |
| за роботу «Забезпечення техногенної та екологічної безпеки при розробці вуглегазових родовищ (теорія і практика)»               | Фельдман Едуард Петрович                    | доктор фізико-математичних наук, головний науковий співробітник Інституту фізики гірничих процесів НАН України |
| за роботу «Забезпечення техногенної та екологічної безпеки при розробці вуглегазових родовищ (теорія і практика)»               | Пашковський Петро Семенович                 | доктор технічних наук, перший заступник директора Науково-дослідного інституту гірничорятувальної справи та пожежної безпеки «Респіратор» |
| за роботу «Забезпечення техногенної та екологічної безпеки при розробці вуглегазових родовищ (теорія і практика)»               | Смоланов Сергій Миколайович                 | кандидат технічних наук, начальник Державної воєнізованої гірничорятувальної служби у вугільній промисловості |
| за цикл наукових праць «Розробка наукових основ та методів біоіндикації і біомоніторингу природних екосистем України»           | Зайцев Ювеналій Петрович                    | академік Національної академії наук України, радник при дирекції Одеського філіалу Інституту біології південних морів імені О. О. Ковалевського НАН України |
| за цикл наукових праць «Розробка наукових основ та методів біоіндикації і біомоніторингу природних екосистем України»           | Дідух Яків Петрович                         | член-кореспондент Національної академії наук України, завідувач відділу Інституту ботаніки імені М. Г. Холодного НАН України |
| за цикл наукових праць «Розробка наукових основ та методів біоіндикації і біомоніторингу природних екосистем України»           | Кондратюк Сергій Якович                     | доктор біологічних наук, завідувач відділу Інституту ботаніки імені М. Г. Холодного НАН України |
| за цикл наукових праць «Розробка наукових основ та методів біоіндикації і біомоніторингу природних екосистем України»           | Александров Борис Георгійович               | доктор біологічних наук, керівник Одеського філіалу Інституту біології південних морів імені О. О. Ковалевського НАН України |
| за цикл наукових праць «Розробка наукових основ та методів біоіндикації і біомоніторингу природних екосистем України»           | Мінічева Галина Григорівна                  | доктор біологічних наук, заступник керівника Одеського філіалу Інституту біології південних морів імені О. О. Ковалевського НАН України |
| за цикл наукових праць «Розробка наукових основ та методів біоіндикації і біомоніторингу природних екосистем України»           | Воробйова Людмила Вікторівна                | доктор біологічних наук, завідувач відділу Одеського філіалу Інституту біології південних морів імені О. О. Ковалевського НАН України |
| за цикл наукових праць «Розробка наукових основ та методів біоіндикації і біомоніторингу природних екосистем України»           | Афанасьєв Сергій Олександрович              | доктор біологічних наук, завідувач відділу Інституту гідробіології НАН України |
| за цикл наукових праць «Розробка наукових основ та методів біоіндикації і біомоніторингу природних екосистем України»           | Блюм Олег Борисович                         | кандидат біологічних наук, завідувач лабораторії Національного ботанічного саду імені М. М. Гришка НАН України |
| за цикл наукових праць «Розробка наукових основ та методів біоіндикації і біомоніторингу природних екосистем України»           | Тютюнник Юліан Геннадійович                 | доктор географічних наук, професор Національної академії керівних кадрів культури і мистецтв |
| за цикл наукових праць «Розробка наукових основ та методів біоіндикації і біомоніторингу природних екосистем України»           | Букша Ігор Федорович                        | кандидат сільськогосподарських наук, перший заступник директора Українського ордена «Знак Пошани» науково-дослідного інституту лісового господарства та агролісомеліорації імені Г. М. Висоцького Державного агентства лісових ресурсів України та НАН України |
| за цикл наукових праць «Кальцій-залежні клітинні механізми та їх роль в патологічних станах»                                    | Войтенко Нана Володимирівна                 | доктор біологічних наук, заступник директора Інституту фізіології імені О. О. Богомольця НАН України |
| за цикл наукових праць «Кальцій-залежні клітинні механізми та їх роль в патологічних станах»                                    | Білан Павло Володимирович                   | доктор біологічних наук, завідувач лабораторії Інституту фізіології імені О. О. Богомольця НАН України |
| за цикл наукових праць «Кальцій-залежні клітинні механізми та їх роль в патологічних станах»                                    | Скибо Галина Григорівна                     | доктор медичних наук, завідувач лабораторії Інституту фізіології імені О. О. Богомольця НАН України |
| за цикл наукових праць «Кальцій-залежні клітинні механізми та їх роль в патологічних станах»                                    | Досенко Віктор Євгенович                    | доктор медичних наук, провідний науковий співробітник Інституту фізіології імені О. О. Богомольця НАН України |
| за цикл наукових праць «Кальцій-залежні клітинні механізми та їх роль в патологічних станах»                                    | Півнева Тетяна Андріївна                    | доктор біологічних наук, провідний науковий співробітник Інституту фізіології імені О. О. Богомольця НАН України |
| за цикл наукових праць «Кальцій-залежні клітинні механізми та їх роль в патологічних станах»                                    | Гордієнко Дмитро Валерійович                | кандидат біологічних наук, завідувач лабораторії Інституту фізіології імені О. О. Богомольця НАН України |
| за цикл наукових праць «Кальцій-залежні клітинні механізми та їх роль в патологічних станах»                                    | Ісаєв Дмитро Сергійович                     | кандидат біологічних наук, провідний науковий співробітник Інституту фізіології імені О. О. Богомольця НАН України |
| за цикл наукових праць «Кальцій-залежні клітинні механізми та їх роль в патологічних станах»                                    | Максимюк Олександр Петрович                 | кандидат біологічних наук, провідний науковий співробітник Інституту фізіології імені О. О. Богомольця НАН України |
| за цикл наукових праць «Кальцій-залежні клітинні механізми та їх роль в патологічних станах»                                    | Ісаєва Олена Валентинівна                   | кандидат біологічних наук, старший науковий співробітник Інституту фізіології імені О. О. Богомольця НАН України |
| за цикл наукових праць «Кальцій-залежні клітинні механізми та їх роль в патологічних станах»                                    | Копач Ольга Володимирівна                   | кандидат біологічних наук, старший науковий співробітник Інституту фізіології імені О. О. Богомольця НАН України |
| за роботу «Новітні біотехнології в діагностиці, лікуванні і профілактиці захворювань людини»                                    | Гринь Владислав Костянтинович               | доктор медичних наук, директор державної установи «Інститут невідкладної і відновної хірургії імені В. К. Гусака Національної академії медичних наук України»                                                                                                  |
| за роботу «Новітні біотехнології в діагностиці, лікуванні і профілактиці захворювань людини»                                    | Гнилорибов Андрій Михайлович                | доктор медичних наук, заступник директора державної установи «Інститут невідкладної і відновної хірургії імені В. К. Гусака Національної академії медичних наук України»                                                                                       |
| за роботу «Новітні біотехнології в діагностиці, лікуванні і профілактиці захворювань людини»                                    | Міміношвілі Омарі Ісидорович                | доктор медичних наук, заступник директора державної установи «Інститут невідкладної і відновної хірургії імені В. К. Гусака Національної академії медичних наук України»                                                                                       |
| за роботу «Новітні біотехнології в діагностиці, лікуванні і профілактиці захворювань людини»                                    | Михаліченко В'ячеслав Юрійович              | доктор медичних наук, вчений секретар державної установи «Інститут невідкладної і відновної хірургії імені В. К. Гусака Національної академії медичних наук України»                                                                                           |
| за роботу «Новітні біотехнології в діагностиці, лікуванні і профілактиці захворювань людини»                                    | Попандопуло Андрій Геннадійович             | доктор медичних наук, завідувач лабораторії державної установи «Інститут невідкладної і відновної хірургії імені В. К. Гусака Національної академії медичних наук України»                                                                                     |
| за роботу «Новітні біотехнології в діагностиці, лікуванні і профілактиці захворювань людини»                                    | Буша Вікторія Валеріївна                    | кандидат біологічних наук, біолог державної установи «Інститут невідкладної і відновної хірургії імені В. К. Гусака Національної академії медичних наук України»                                                                                               |
| за роботу «Новітні біотехнології в діагностиці, лікуванні і профілактиці захворювань людини»                                    | Кравченко Тетяна Володимирівна              | кандидат медичних наук, лікар-кардіолог державної установи «Інститут невідкладної і відновної хірургії імені В. К. Гусака Національної академії медичних наук України»                                                                                         |
| за роботу «Новітні біотехнології в діагностиці, лікуванні і профілактиці захворювань людини»                                    | Думанський Юрій Васильович                  | доктор медичних наук, ректор Донецького національного медичного університету імені М. Горького |
| за роботу «Новітні біотехнології в діагностиці, лікуванні і профілактиці захворювань людини»                                    | Ігнатенко Григорій Анатолійович             | доктор медичних наук, завідувач кафедри Донецького національного медичного університету імені М. Горького |
| за роботу «Новітні біотехнології в діагностиці, лікуванні і профілактиці захворювань людини»                                    | Синяченко Олег Володимирович                | доктор медичних наук, завідувач кафедри Донецького національного медичного університету імені М. Горького |
| за роботу «Прилади та засоби для діагностики та магнітної нанотерапії раку»                                                     | Литвиненко Сергій Вікторович                | кандидат технічних наук, директор дочірнього підприємства публічного акціонерного товариства «АТ Науково-дослідний інститут радіотехнічних вимірювань» Фірма «Радмір»                                                                                          |
| за роботу «Прилади та засоби для діагностики та магнітної нанотерапії раку»                                                     | Марусенко Анатолій Іларіонович              | кандидат технічних наук, головний конструктор дочірнього підприємства публічного акціонерного товариства «АТ Науково-дослідний інститут радіотехнічних вимірювань» Фірма «Радмір»                                                                              |
| за роботу «Прилади та засоби для діагностики та магнітної нанотерапії раку»                                                     | Пупченко Віктор Іванович                    | начальник сектору дочірнього підприємства публічного акціонерного товариства «АТ Науково-дослідний інститут радіотехнічних вимірювань» Фірма «Радмір» |
| за роботу «Прилади та засоби для діагностики та магнітної нанотерапії раку»                                                     | Шевченко Анатолій Дмитрович                 | доктор технічних наук, провідний науковий співробітник Інституту металофізики імені Г. В. Курдюмова НАН України |
| за роботу «Прилади та засоби для діагностики та магнітної нанотерапії раку»                                                     | Баранник Євген Олександрович                | доктор фізико-математичних наук, професор Харківського національного університету імені В. Н. Каразіна |
| за роботу «Прилади та засоби для діагностики та магнітної нанотерапії раку»                                                     | Щепотін Ігор Борисович                      | доктор медичних наук, директор Національного інституту раку |
| за роботу «Прилади та засоби для діагностики та магнітної нанотерапії раку»                                                     | Орел Валерій Еммануїлович                   | доктор біологічних наук, завідувач лабораторії Національного інституту раку |
| за роботу «Прилади та засоби для діагностики та магнітної нанотерапії раку»                                                     | Романов Андрій Вікторович                   | кандидат технічних наук, старший науковий співробітник Національного інституту раку |
| за роботу «Прилади та засоби для діагностики та магнітної нанотерапії раку»                                                     | Дикан Ірина Миколаївна                      | доктор медичних наук, директор державної установи «Інститут ядерної медицини та променевої діагностики Національної академії медичних наук України» |
| за роботу «Прилади та засоби для діагностики та магнітної нанотерапії раку»                                                     | Лінська Ганна Володимирівна                 | науковий співробітник державної установи «Інститут неврології, психіатрії та наркології Національної академії медичних наук України» |
| за цикл наукових праць «Використання природних ресурсів України в умовах екологічних обмежень»                                  | Хвесик Михайло Артемович                    | доктор економічних наук, директор державної установи «Інститут економіки природокористування та сталого розвитку НАН України» |
| за цикл наукових праць «Використання природних ресурсів України в умовах екологічних обмежень»                                  | Хлобистов Євген Володимирович               | доктор економічних наук, завідувач відділу державної установи «Інститут економіки природокористування та сталого розвитку НАН України» |
| за цикл наукових праць «Використання природних ресурсів України в умовах екологічних обмежень»                                  | Міщенко Володимир Сергійович                | доктор економічних наук, головний науковий співробітник державної установи «Інститут економіки природокористування та сталого розвитку НАН України» |
| за цикл наукових праць «Використання природних ресурсів України в умовах екологічних обмежень»                                  | Радчук Валентин Васильович                  | доктор геологічних наук, завідувач відділу Інституту телекомунікацій і глобального інформаційного простору НАН України |
| за цикл наукових праць «Використання природних ресурсів України в умовах екологічних обмежень»                                  | Коржнев Михайло Миколайович                 | доктор геолого-мінералогічних наук, професор Київського національного університету імені Тараса Шевченка |
| за цикл наукових праць «Використання природних ресурсів України в умовах екологічних обмежень»                                  | Павлишин Володимир Іванович                 | доктор геолого-мінералогічних наук, професор Київського національного університету імені Тараса Шевченка |
| за цикл наукових праць «Використання природних ресурсів України в умовах екологічних обмежень»                                  | Курило Марія Михайлівна                     | кандидат геологічних наук, доцент Київського національного університету імені Тараса Шевченка |
| за цикл наукових праць «Використання природних ресурсів України в умовах екологічних обмежень»                                  | Красовський Григорій Якович                 | доктор технічних наук, професор Національного аерокосмічного університету імені М. Є. Жуковського «Харківський авіаційний інститут» |
| за цикл наукових праць «Використання природних ресурсів України в умовах екологічних обмежень»                                  | Андрієвський Іван Дмитрович                 | кандидат економічних наук, старший науковий співробітник Українського державного геологорозвідувального інституту |
| за розробку наукових основ і формування Банку генетичних ресурсів польових культур України                                      | Кобизєва Любов Никифорівна                  | доктор сільськогосподарських наук, заступник директора Інституту рослинництва імені В. Я. Юр'єва Національної академії аграрних наук України |
| за розробку наукових основ і формування Банку генетичних ресурсів польових культур України                                      | Рябчун Віктор Кузьмич                       | кандидат біологічних наук, заступник директора Інституту рослинництва імені В. Я. Юр'єва Національної академії аграрних наук України |
| за розробку наукових основ і формування Банку генетичних ресурсів польових культур України                                      | Кузьмишина Наталія Василівна                | кандидат сільськогосподарських наук, завідувач лабораторії Інституту рослинництва імені В. Я. Юр'єва Національної академії аграрних наук України |
| за розробку наукових основ і формування Банку генетичних ресурсів польових культур України                                      | Кириченко Віктор Васильович                 | доктор сільськогосподарських наук, директор Інституту рослинництва імені В. Я. Юр'єва Національної академії аграрних наук України |
| за розробку наукових основ і формування Банку генетичних ресурсів польових культур України                                      | Петренкова Віра Павлівна                    | доктор сільськогосподарських наук, головний науковий співробітник Інституту рослинництва імені В. Я. Юр'єва Національної академії аграрних наук України |
| за розробку наукових основ і формування Банку генетичних ресурсів польових культур України                                      | Богуславський Роман Львович                 | кандидат біологічних наук, провідний науковий співробітник Інституту рослинництва імені В. Я. Юр'єва Національної академії аграрних наук України |
| за розробку наукових основ і формування Банку генетичних ресурсів польових культур України                                      | Харченко Юрій Вікторович                    | кандидат сільськогосподарських наук, директор Устимівської дослідної станції рослинництва Інституту рослинництва імені В. Я. Юр'єва Національної академії аграрних наук України                                                                                |
| за розробку наукових основ і формування Банку генетичних ресурсів польових культур України                                      | Кір'ян Віктор Михайлович                    | кандидат сільськогосподарських наук, заступник директора Устимівської дослідної станції рослинництва Інституту рослинництва імені В. Я. Юр'єва Національної академії аграрних наук України                                                                     |
| за розробку наукових основ і формування Банку генетичних ресурсів польових культур України                                      | Маменко Павло Миколайович                   | кандидат біологічних наук, старший науковий співробітник Інституту фізіології рослин і генетики НАН України |
| за розробку наукових основ і формування Банку генетичних ресурсів польових культур України                                      | Оксьом Володимир Полікарпович               | кандидат біологічних наук, науковий співробітник Інституту фізіології рослин і генетики НАН України |
| за роботу «Поліфункціональні шкіряні та хутрові матеріали»                                                                      | Грищенко Іван Михайлович                    | доктор економічних наук, ректор Київського національного університету технологій та дизайну |
| за роботу «Поліфункціональні шкіряні та хутрові матеріали»                                                                      | Гаркавенко Світлана Степанівна              | доктор технічних наук, завідувач кафедри Київського національного університету технологій та дизайну |
| за роботу «Поліфункціональні шкіряні та хутрові матеріали»                                                                      | Касьян Едуард Євгенович                     | доктор технічних наук, завідувач кафедри Київського національного університету технологій та дизайну |
| за роботу «Поліфункціональні шкіряні та хутрові матеріали»                                                                      | Данилкович Анатолій Григорович              | доктор технічних наук, професор Київського національного університету технологій та дизайну |
| за роботу «Поліфункціональні шкіряні та хутрові матеріали»                                                                      | Коновал Віктор Павлович                     | доктор технічних наук, професор Київського національного університету технологій та дизайну |
| за роботу «Поліфункціональні шкіряні та хутрові матеріали»                                                                      | Мокроусова Олена Романівна                  | доктор технічних наук, професор Київського національного університету технологій та дизайну |
| за роботу «Поліфункціональні шкіряні та хутрові матеріали»                                                                      | Плаван Вікторія Петрівна                    | доктор технічних наук, професор Київського національного університету технологій та дизайну |
| за роботу «Поліфункціональні шкіряні та хутрові матеріали»                                                                      | Скиба Микола Єгорович                       | доктор технічних наук, ректор Хмельницького національного університету |
| за роботу «Поліфункціональні шкіряні та хутрові матеріали»                                                                      | Жигоцький Олександр Григорович              | кандидат хімічних наук, старший науковий співробітник Інституту проблем матеріалознавства імені І. М. Францевича НАН України |
| за роботу «Поліфункціональні шкіряні та хутрові матеріали»                                                                      | Ліщук Віктор Іванович                       | доктор технічних наук, генеральний директор публічного акціонерного товариства «Чинбар» |
| за роботу «Енергоефективні технології прискореного зведення об'єктів промислового та цивільного будівництва»                    | Фіалко Наталія Михайлівна                   | член-кореспондент Національної академії наук України, завідувач відділу Інституту технічної теплофізики НАН України |
| за роботу «Енергоефективні технології прискореного зведення об'єктів промислового та цивільного будівництва»                    | Прокопов Віктор Григорович                  | доктор технічних наук, провідний науковий співробітник Інституту технічної теплофізики НАН України |
| за роботу «Енергоефективні технології прискореного зведення об'єктів промислового та цивільного будівництва»                    | Фаренюк Геннадій Григорович                 | доктор технічних наук, директор державного підприємства «Державний науково-дослідний інститут будівельних конструкцій» |
| за роботу «Енергоефективні технології прискореного зведення об'єктів промислового та цивільного будівництва»                    | Черних Людмила Федорівна (посмертно)        | доктор технічних наук |
| за роботу «Енергоефективні технології прискореного зведення об'єктів промислового та цивільного будівництва»                    | Савенко Володимир Іванович                  | кандидат технічних наук, доцент Київського національного університету будівництва і архітектури |
| за роботу «Енергоефективні технології прискореного зведення об'єктів промислового та цивільного будівництва»                    | Малик Микола Миколайович                    | генеральний директор товариства з обмеженою відповідальністю «МСБУД» |
| за роботу «Енергоефективні технології прискореного зведення об'єктів промислового та цивільного будівництва»                    | Мельник Василь Капітонович                  | кандидат технічних наук, начальник відділу товариства з обмеженою відповідальністю «МСБУД» |
| за роботу «Енергоефективні технології прискореного зведення об'єктів промислового та цивільного будівництва»                    | Сухоросов Іван Михайлович                   | генеральний директор публічного акціонерного товариства «Домобудівний комбінат № 3» |
| за роботу «Енергоефективні технології прискореного зведення об'єктів промислового та цивільного будівництва»                    | Клюс Леонід Галінович                       | заступник генерального директора приватного акціонерного товариства Фірма «Фундамент» |
| за підручник «Тверднення металів і металевих композицій». — Київ: НВП «Видавництво „Наукова думка“ НАН України», 2009. — 447 с. | Білоусов Вячеслав Володимирович             | доктор технічних наук, завідувач кафедри Донецького національного університету |
| за підручник «Тверднення металів і металевих композицій». — Київ: НВП «Видавництво „Наукова думка“ НАН України», 2009. — 447 с. | Недопьокін Федор Вікторович                 | доктор технічних наук, професор Донецького національного університету |
| за підручник «Тверднення металів і металевих композицій». — Київ: НВП «Видавництво „Наукова думка“ НАН України», 2009. — 447 с. | Хричиков Валерій Євгенович                  | доктор технічних наук, завідувач кафедри Національної металургійної академії України |
| за підручник «Тверднення металів і металевих композицій». — Київ: НВП «Видавництво „Наукова думка“ НАН України», 2009. — 447 с. | Кондратенко Віталій Михайлович              | кандидат технічних наук, радник директора Інституту нових технологій і матеріалів |
| за підручник «Тверднення металів і металевих композицій». — Київ: НВП «Видавництво „Наукова думка“ НАН України», 2009. — 447 с. | Дмитрієв Юрій Володимирович (посмертно)     | кандидат технічних наук |
| за підручник «Тверднення металів і металевих композицій». — Київ: НВП «Видавництво „Наукова думка“ НАН України», 2009. — 447 с. | Лейбензон Вадим Олександрович               | перший заступник виконавчого директора закритого акціонерного товариства «Волгоградський металургійний завод „Красный Октябрь“» (м. Волгоград, Російська Федерація)                                                                                            |
| за підручник «Аптечна технологія ліків». — Вінниця: видавництво «Нова книга», 2007. — 640 с., іл.                               | Тихонов Олександр Іванович                  | доктор фармацевтичних наук, професор Національного фармацевтичного університету |
| за підручник «Аптечна технологія ліків». — Вінниця: видавництво «Нова книга», 2007. — 640 с., іл.                               | Ярних Тетяна Григорівна                     | доктор фармацевтичних наук, завідувач кафедри Національного фармацевтичного університету |